# Вильгельм I (герцог Брауншвейг-Вольфенбюттеля)
Вильгельм I Победоносный (англ. Wilhelm I. der Siegreiche; 1392 — 25 июля 1482) — герцог Брауншвейг-Люнебурга из династии Вельфов. Правил княжеством Люнебург в 1416—1428 годах и княжеством Брауншвейг-Вольфенбюттель в 1428—1432 годах под именем Вильгельм II. С 1432 года он правил в новообразованном княжестве Каленберг, а с 1463 года также в княжестве Гёттинген. В 1473 году он отрёкся в пользу своих сыновей и стал править только Брауншвейг-Вольфенбюттелем.

## Жизнь
Вильгельм был старшим сыном герцога Брауншвейга Генриха Мягкого от первого брака с Софией, дочерью герцога Померании Вартислава IV. После смерти отца в 1416 году он унаследовал княжество Брауншвейг-Люнебург, которым правил совместно со своим младшим единокровным братом Генрихом Миролюбивым. Вильгельм проявил себя энергичным правителем; вскоре он начал конфликтовать с соседними княжествами, такими как архиепископство Бремена и епископством Хильдесхайм, и поддержал графов Шауэнбург-Гольштейна в их борьбе против короля Дании Эрика. Объединившись с маркграфом Фридрихом Мейсенским, он нанёс поражение гуситам в битве при Брюссе в 1421 году.
В 1428 году Вильгельм и Генрих обменяли Люнебург со своим дядей, герцогом Бернхардом I, на княжество Брауншвейг-Вольфенбюттель (и позже отделённый от него Каленберг), простирающийся от хребта Дейстер до реки Лайне. Однако во время очередного похода в 1432 году, его брат сверг Вильгельма. После ожесточенной братоубийственной войны Генрих сохранил Вольфенбюттель, в то время как Вильгельм получил территории к западу от реки Лайне, которая была отделена от княжества-епископства Хильдесхайм. Эти земли стали называться княжеством Каленберг в честь резиденции Вильгельма в замке Каленберг; столетия спустя княжество разрослось и стало Ганноверским курфюршеством.
Когда в 1463 году после смерти герцога Отто Одноглазого пресеклась линия князей Брауншвейг-Гёттингена, Вильгельм смог захватить их княжество. После того, как в 1473 году Генрих Миролюбивый умер не оставив сыновей, Вильгельм снова стал править объединённым Брауншвейг-Вольфенбюттелем. Позже он передал меньшие княжества Каленберг и Гёттинген своим сыновьям Фридриху III и Вильгельму Младшему.

## Семья
В 1423 Вильгельм женился на Цецилии Бранденбургской (ок.1405—1449), дочери Фридриха I, курфюрста Бранденбурга. У них было два сына:
- Фридрих III Беспокойный (ок.1424—1495), герцог Брауншвейг-Каленберга
- Вильгельм IV Младший (ок.1425—1503), герцог Брауншвейг-Вольфенбюттеля

В 1466 году он повторно женился на Матильде Гольштейн-Шауэнбургской, дочери Отто II, графа Шауэнбург-Пиннеберга, и вдове Бернхарда II, герцога Брауншвейг-Люнебурга (ум. 1464). Матильда умерла 22 июля 1468 года, через два дня после рождения Отто (1468—1471).